# 監獄島
『監獄島』（原題：The Condemned）は、2007年のアメリカ映画。WWE Films製作。

## ストーリー
大富豪のテレビプロデューサーがある番組を製作するため、絶海の孤島に世界中から10人の死刑囚を呼び寄せた。その番組とは、釈放を餌にして、最後の一人になるまでに死刑囚たちを殺し合わせるというものだった。

## キャスト
| 役名             | 俳優                                       | 日本語吹替 |
| ---------------- | ------------------------------------------ | ---------- |
| コンラッド       | ストーン・コールド・スティーブ・オースチン | 乃村健次   |
| マクスターリー   | ヴィニー・ジョーンズ                       | 天田益男   |
| ブレッケル       | ロバート・マモーネ                         | 宮内敦士   |
| ゴールドマン     | リック・ホフマン                           | 松本大     |
| ジュリー         | トーリー・マセット                         | 恒松あゆみ |
| パコ             | マヌー・ベネット                           |            |
| サラ・カヴァナー | マデリーン・ウエスト                       |            |
| エディ・C        | クリストファー・ベイカー                   |            |
| ベラ             | サマンサ・ヒーリー                         |            |
| バクスター       | ルーク・ペグラー                           |            |
| サイガ           | マサ・ヤマグチ                             |            |
| ピーター         | ネイサン・ジョーンズ                       |            |